# Plompe zoetwaterpoliep
De plompe zoetwaterpoliep (Hydra oxycnida) is een hydroïdpoliep uit de familie Hydridae. De poliep komt uit het geslacht Hydra. Hydra oxycnida werd in 1914 voor het eerst wetenschappelijk beschreven door Schulze. 